# Papillilabium
Papillilabium là một chi thực vật có hoa trong họ, Orchidaceae.